# Andrea Cingolani
Andrea Cingolani (Tolentino, 14 agosto 1990) è un ginnasta italiano membro della Nazionale di ginnastica artistica maschile dell'Italia. Gareggia per il Centro Sportivo dell'Aeronautica Militare dal 2013.

## 2013: Europei di Mosca
Nel 2013 ha vinto lo scudetto con la Virtus Evaristo Pasqualetti di Macerata, l'oro al volteggio agli Assoluti di Ancona 2013 ed il bronzo al corpo libero ai V Campionati europei individuali di ginnastica artistica, che si dono svolti a Mosca.
Il 9 dicembre è stato arruolato tra le file del gruppo sportivo dell'Aeronautica Militare.

## 2014: Campione italiano al volteggio e agli anelli
Partecipa ai campionati europei di ginnastica artistica 2014 a Sofia, nei quali però non riesce a centrare alcuna finale.
Partecipa ai campionati assoluti di Ancona, durante i quali si classifica 3º nella gara All Around, alle spalle di Paolo Principi ed Enrico Pozzo. Alle finali di specialità conquista l'oro al volteggio (15,050) e agli anelli (14,700), la medaglia di bronzo al corpo libero (14,450), e arriva 4º alle parallele (13,050). 
Ad ottobre del 2014 viene convocato per i mondiali di Nanning arrivando 13 con la squadra .
il 7 febbraio 2015 partecipa al campionato seria A1 con la Virtus Pasqualetti, vincendo con quest'ultima la 1 tappa .

## 2022: Europei di Monaco
Nel 2022 ha vinto la medaglia d'argento nella gara a squadre ai Campionati europei di ginnastica artistica, che si dono svolti a Monaco.